# SS명예반지

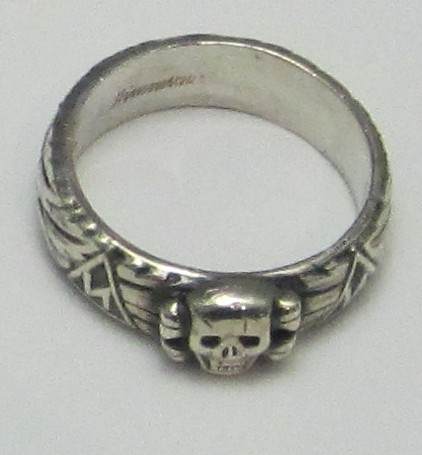

SS명예반지(독일어: SS-Ehrenring 에스에스에흐렌링[*])는 나치 친위대의 상훈 중 하나이다. 국가에서 수여되는 상훈이 아니고 친위대 총수 하인리히 힘러가 개인적으로 수여하는 것이었다. SS명예장검과 SS명예단검도 유사한 물건이다. 해골반지(Totenkopfring 토텐코프링[*])라는 별명으로도 불린다.